# Гречишный мёд
Гречишный мёд — монофлерный мёд, собранный во время цветения гречихи. Считается одним из самых полезных и ароматных сортов мёда. 

## Производство
Гречиху массово высаживают на Алтае и других горных регионах, а цвести она начинает с конца июня и до начала августа. С одного гектара гречихи выкачивают до 80-ти килограммов мёда, благодаря высокой продуктивности цветения гречихи.
Выкачка гречишного мёда начинается после того как пчёлы окончат медосбор, который длится до трёх недель в июле. Ещё на протяжении недели нектар остаётся в ульях для обогащения ферментами. За это время из мёда уходит лишняя влага и происходит расщепление сложных сахаров на простые.
Когда ячейки сот запечатываются восковыми крышечками, пасечники считают это признаком готовности и начинают откачку мёда.
Некачественный продукт с большим количеством воды и фруктозы получается, когда откачка мёда начинается до его полного созревания из-за нехватки рамок. Такой мёд лишён всякой пользы и быстро закисает.

## Основные характеристики
Если говорить о вкусе, то это обязательная терпкость, которая игриво щекочет горло и оставляет легкое послевкусие, сопровождаемое неким першением. Гречишный мёд зачастую имеет лёгкую горчинку, которая придаёт меду особенную нотку пикантности.
Запах у гречишного мёда интенсивный, сладкий и неприторный.
Цветовая гамма мёда достаточно широкая и варьируется от оттенков красного до тёмных оттенков коричневого, благодаря гречихе, которая содержит много железа.
Процесс кристаллизации гречишного мёда начинается почти сразу после сбора урожая — примерно через месяц. Благодаря этому у него более длительный срок хранения, нежели у других сортов.